# Bahnstrecke Regensburg–Nürnberg
| | |                                                              |                                                              |
| Streckennummer (DB): | 5850 |                                                              |                                                              |
| Kursbuchstrecke (DB): | 880, 890.1 |                                                              |                                                              |
| Kursbuchstrecke: | 417 (1946) 411k, 411m (Regensburg Hbf – Regensburg-Prüfening 1946) 417d (Burgthann – Ochenbruck 1946) 417a (Nürnberg-Dutzendteich – Nürnberg Hbf 1946) |                                                              |                                                              |
| Streckenlänge: | 100,569 km |                                                              |                                                              |
| Spurweite: | 1435 mm (Normalspur) |                                                              |                                                              |
| Streckenklasse: | D4 |                                                              |                                                              |
| Stromsystem: | 15 kV, 16,7 Hz ~ |                                                              |                                                              |
| Maximale Neigung: | 12 ‰ |                                                              |                                                              |
| Streckengeschwindigkeit: | 200 km/h |                                                              |                                                              |
| Zugbeeinflussung: | PZB LZB (Nürnberg Reichswald–Nürnberg Hbf) GNT (Regensburg Hbf–Nürnberg Reichswald)                                                                    |                                                              |                                                              |
| Zweigleisigkeit: | durchgehend |                                                              |                                                              |
| | |                                                              |                                                              |
| \| \| \| von München Hbf \| \| \| \| \| von Weiden (Oberpf) \| \| \| \| 0,000 \| Regensburg Hbf \| 339 m \| \| \| 1,200 \| Regensburg Dörnberg (Bft) \| Regensburg Dörnberg (Bft) \| \| \| 2,700 \| Regensburg Bbf (Bft) \| Regensburg Bbf (Bft) \| \| \| \| \| \| \| \| 3,690 \| Regensburg-Prüfening (Bft) \| Regensburg-Prüfening (Bft) \| \| \| \| Regensburg–Ingolstadt \| \| \| \| 4,907 \| Eisenbahnbrücke Mariaort (369 m) \| Eisenbahnbrücke Mariaort (369 m) \| \| \| 8,006 \| Felstortunnel (16 m; bis 31. Mai 2010) \| Felstortunnel (16 m; bis 31. Mai 2010) \| \| \| 9,602 \| Etterzhausen \| 396 m \| \| \| \| Bundesautobahn 3 \| \| \| \| 12,608 \| Undorf \| 418 m \| \| \| 15,029 \| Deuerling \| Deuerling \| \| \| 19,493 \| Laaber \| 437 m \| \| \| \| \| \| \| \| 25,322 \| Eisenbahnbrücke Beratzhausen über die Schwarze Laber (180 m) \| Eisenbahnbrücke Beratzhausen über die Schwarze Laber (180 m) \| \| \| \| \| \| \| \| 26,214 \| Beratzhausen \| 456 m \| \| \| 30,698 \| Mausheim \| 470 m \| \| \| 36,661 \| Parsberg \| 496 m \| \| \| 44,005 \| Seubersdorf \| 511 m \| \| \| \| Bundesstraße 8 \| \| \| \| 47,808 \| Batzhausen \| 517 m \| \| \| 52,270 \| Laberviadukt über die Weiße Laber (319 m) \| Laberviadukt über die Weiße Laber (319 m) \| \| \| 53,863 \| Deining Üst \| Deining Üst \| \| \| 54,046 \| Deining (Oberpf) \| 485 m \| \| \| 60,400 \| Sengenthal am Anger Kalkwerk (Awanst) \| Sengenthal am Anger Kalkwerk (Awanst) \| \| \| \| Bundesstraße 8 \| \| \| \| \| von Dietfurt (Altmühl) \| \| \| \| 64,448 \| Neumarkt (Oberpf) \| 426 m \| \| \| \| Bundesstraße 299 \| \| \| \| 68,044 \| Pölling \| Pölling \| \| \| 73,517 \| Postbauer-Heng \| 461 m \| \| \| \| Bundesstraße 8 \| \| \| \| 76,730 \| Oberferrieden \| Oberferrieden \| \| \| 78,100 \| Burgthann Üst[1] (geplant)[2][3] \| Burgthann Üst[1] (geplant)[2][3] \| \| \| \| von Allersberg \| \| \| \| 78,996 \| Burgthann (ehem. Bf) \| 412 m \| \| \| 81,980 \| Mimberg \| Mimberg \| \| \| 83,939 \| Ochenbruck \| (372 m) \| \| \| 86,776 \| Feucht Ost (seit 12. Dez. 2010) \| Feucht Ost (seit 12. Dez. 2010) \| \| \| \| von Altdorf (b Nürnberg) \| \| \| \| 88,118 \| Feucht \| 368 m \| \| \| \| nach Wendelstein \| \| \| \| \| nach Nürnberg Hbf (S-Bahn) \| \| \| \| 88,400 \| Bundesautobahn 9 \| Bundesautobahn 9 \| \| \| 90,000 \| Bundesautobahn 6 \| Bundesautobahn 6 \| \| \| \| von Ingolstadt Nord (Schnellfahrstrecke) \| \| \| \| 91,128 \| Nürnberg Reichswald (Abzw, seit 13. Mai 2006) \| Nürnberg Reichswald (Abzw, seit 13. Mai 2006) \| \| \| 92,500 \| Fischbach (b Nürnberg) (bis 21. Nov. 1992) \| 345 m \| \| \| \| nach Nürnberg Rbf \| \| \| \| 94,900 \| Ringbahn Nürnberg \| Ringbahn Nürnberg \| \| \| \| von Nürnberg Rbf \| \| \| \| \| Bundesstraße 4 R \| \| \| \| 96,836 \| Nürnberg-Dutzendteich \| Nürnberg-Dutzendteich \| \| \| \| nach Nürnberg Ost \| \| \| \| 98,300 \| Nürnberg-Gleißhammer (bis 21. Nov. 1992) \| Nürnberg-Gleißhammer (bis 21. Nov. 1992) \| \| \| 98,900 \| Bahnstrecke Nürnberg–Cheb \| Bahnstrecke Nürnberg–Cheb \| \| \| \| von Feucht (S-Bahn) \| \| \| \| \| von Irrenlohe \| \| \| \| \| von Cheb \| \| \| \| 100,569 \| Nürnberg Hbf \| 312 m \| \| \| \| nach Bamberg \| \| \| \| \| nach Treuchtlingen \| \| \| \| \| nach Roth \| \| \| \| \| nach Crailsheim \| \| | |                                                              |                                                              |
| Strecke | | von München Hbf                                              | von München Hbf                                              |
| Abzweig geradeaus und von rechts | | von Weiden (Oberpf)                                          | von Weiden (Oberpf)                                          |
| Bahnhof | 0,000 | Regensburg Hbf                                               | 339 m                                                        |
| Dienststation / Betriebs- oder Güterbahnhof | 1,200 | Regensburg Dörnberg (Bft)                                    | Regensburg Dörnberg (Bft)                                    |
| Dienststation / Betriebs- oder Güterbahnhof | 2,700 | Regensburg Bbf (Bft)                                         | Regensburg Bbf (Bft)                                         |
| Abzweig geradeaus und nach rechts | |                                                              |                                                              |
| Bahnhof | 3,690 | Regensburg-Prüfening (Bft)                                   | Regensburg-Prüfening (Bft)                                   |
| Kreuzung geradeaus oben | | Regensburg–Ingolstadt                                        | Regensburg–Ingolstadt                                        |
| Brücke über Wasserlauf | 4,907 | Eisenbahnbrücke Mariaort (369 m)                             | Eisenbahnbrücke Mariaort (369 m)                             |
| ehemaliger Tunnel | 8,006 | Felstortunnel (16 m; bis 31. Mai 2010)                       | Felstortunnel (16 m; bis 31. Mai 2010)                       |
| Haltepunkt / Haltestelle | 9,602 | Etterzhausen                                                 | 396 m                                                        |
| Strecke mit Straßenbrücke | | Bundesautobahn 3                                             | Bundesautobahn 3                                             |
| Bahnhof | 12,608 | Undorf                                                       | 418 m                                                        |
| Haltepunkt / Haltestelle | 15,029 | Deuerling                                                    | Deuerling                                                    |
| Haltepunkt / Haltestelle | 19,493 | Laaber                                                       | 437 m                                                        |
| | |                                                              |                                                              |
| Brücke über Wasserlauf | 25,322 | Eisenbahnbrücke Beratzhausen über die Schwarze Laber (180 m) | Eisenbahnbrücke Beratzhausen über die Schwarze Laber (180 m) |
| | |                                                              |                                                              |
| Bahnhof | 26,214 | Beratzhausen                                                 | 456 m                                                        |
| Haltepunkt / Haltestelle | 30,698 | Mausheim                                                     | 470 m                                                        |
| Bahnhof | 36,661 | Parsberg                                                     | 496 m                                                        |
| Bahnhof | 44,005 | Seubersdorf                                                  | 511 m                                                        |
| Strecke mit Straßenbrücke | | Bundesstraße 8                                               | Bundesstraße 8                                               |
| Haltepunkt / Haltestelle | 47,808 | Batzhausen                                                   | 517 m                                                        |
| Brücke über Wasserlauf | 52,270 | Laberviadukt über die Weiße Laber (319 m)                    | Laberviadukt über die Weiße Laber (319 m)                    |
| Überleitstelle / Spurwechsel | 53,863 | Deining Üst                                                  | Deining Üst                                                  |
| Haltepunkt / Haltestelle | 54,046 | Deining (Oberpf)                                             | 485 m                                                        |
| ehemalige Blockstelle | 60,400 | Sengenthal am Anger Kalkwerk (Awanst)                        | Sengenthal am Anger Kalkwerk (Awanst)                        |
| Strecke mit Straßenbrücke | | Bundesstraße 8                                               | Bundesstraße 8                                               |
| Abzweig geradeaus und von links | | von Dietfurt (Altmühl)                                       | von Dietfurt (Altmühl)                                       |
| Bahnhof | 64,448 | Neumarkt (Oberpf)                                            | 426 m                                                        |
| Brücke | | Bundesstraße 299                                             | Bundesstraße 299                                             |
| Haltepunkt / Haltestelle | 68,044 | Pölling                                                      | Pölling                                                      |
| Bahnhof | 73,517 | Postbauer-Heng                                               | 461 m                                                        |
| Brücke | | Bundesstraße 8                                               | Bundesstraße 8                                               |
| Haltepunkt / Haltestelle | 76,730 | Oberferrieden                                                | Oberferrieden                                                |
| ehemalige Überleitstelle / Spurwechsel | 78,100 | Burgthann Üst (geplant)                                      | Burgthann Üst (geplant)                                      |
| Abzweig geradeaus und ehemals von links | | von Allersberg                                               | von Allersberg                                               |
| Haltepunkt / Haltestelle | 78,996 | Burgthann (ehem. Bf)                                         | 412 m                                                        |
| Haltepunkt / Haltestelle | 81,980 | Mimberg                                                      | Mimberg                                                      |
| Bahnhof | 83,939 | Ochenbruck                                                   | (372 m)                                                      |
| Haltepunkt / Haltestelle | 86,776 | Feucht Ost (seit 12. Dez. 2010)                              | Feucht Ost (seit 12. Dez. 2010)                              |
| Abzweig geradeaus und von rechts | | von Altdorf (b Nürnberg)                                     | von Altdorf (b Nürnberg)                                     |
| Bahnhof | 88,118 | Feucht                                                       | 368 m                                                        |
| Abzweig geradeaus und ehemals nach links | | nach Wendelstein                                             | nach Wendelstein                                             |
| Abzweig geradeaus und nach rechts | | nach Nürnberg Hbf (S-Bahn)                                   | nach Nürnberg Hbf (S-Bahn)                                   |
| Strecke mit Straßenbrücke | 88,400 | Bundesautobahn 9                                             | Bundesautobahn 9                                             |
| Strecke mit Straßenbrücke | 90,000 | Bundesautobahn 6                                             | Bundesautobahn 6                                             |
| Abzweig geradeaus und von links | | von Ingolstadt Nord (Schnellfahrstrecke)                     | von Ingolstadt Nord (Schnellfahrstrecke)                     |
| Blockstelle | 91,128 | Nürnberg Reichswald (Abzw, seit 13. Mai 2006)                | Nürnberg Reichswald (Abzw, seit 13. Mai 2006)                |
| ehemaliger Bahnhof | 92,500 | Fischbach (b Nürnberg) (bis 21. Nov. 1992)                   | 345 m                                                        |
| Abzweig geradeaus und nach links | | nach Nürnberg Rbf                                            | nach Nürnberg Rbf                                            |
| Kreuzung geradeaus oben | 94,900 | Ringbahn Nürnberg                                            | Ringbahn Nürnberg                                            |
| Abzweig geradeaus und von links | | von Nürnberg Rbf                                             | von Nürnberg Rbf                                             |
| Brücke | | Bundesstraße 4 R                                             | Bundesstraße 4 R                                             |
| Bahnhof | 96,836 | Nürnberg-Dutzendteich                                        | Nürnberg-Dutzendteich                                        |
| Abzweig geradeaus und nach rechts | | nach Nürnberg Ost                                            | nach Nürnberg Ost                                            |
| ehemaliger Haltepunkt / Haltestelle | 98,300 | Nürnberg-Gleißhammer (bis 21. Nov. 1992)                     | Nürnberg-Gleißhammer (bis 21. Nov. 1992)                     |
| Kreuzung geradeaus oben | 98,900 | Bahnstrecke Nürnberg–Cheb                                    | Bahnstrecke Nürnberg–Cheb                                    |
| Abzweig geradeaus und von rechts | | von Feucht (S-Bahn)                                          | von Feucht (S-Bahn)                                          |
| Abzweig geradeaus und von rechts | | von Irrenlohe                                                | von Irrenlohe                                                |
| Abzweig geradeaus und von links | | von Cheb                                                     | von Cheb                                                     |
| Bahnhof | 100,569 | Nürnberg Hbf                                                 | 312 m                                                        |
| Abzweig geradeaus und nach rechts | | nach Bamberg                                                 | nach Bamberg                                                 |
| Abzweig geradeaus und nach links | | nach Treuchtlingen                                           | nach Treuchtlingen                                           |
| Abzweig geradeaus und nach links | | nach Roth                                                    | nach Roth                                                    |
| Strecke | | nach Crailsheim                                              | nach Crailsheim                                              |

Die Bahnstrecke Regensburg–Nürnberg ist eine zweigleisige, elektrifizierte Hauptbahn in Bayern. Sie führt von Regensburg über Parsberg und Neumarkt in der Oberpfalz nach Nürnberg.
Die Strecke ist Teil des Kernnetzes der Transeuropäischen Verkehrsnetze. Sie ist auch Teil einer überregionalen Fernverbindung zwischen Wien und Frankfurt am Main.

## Geschichte

### Streckenplanung, Errichtung und Inbetriebnahme

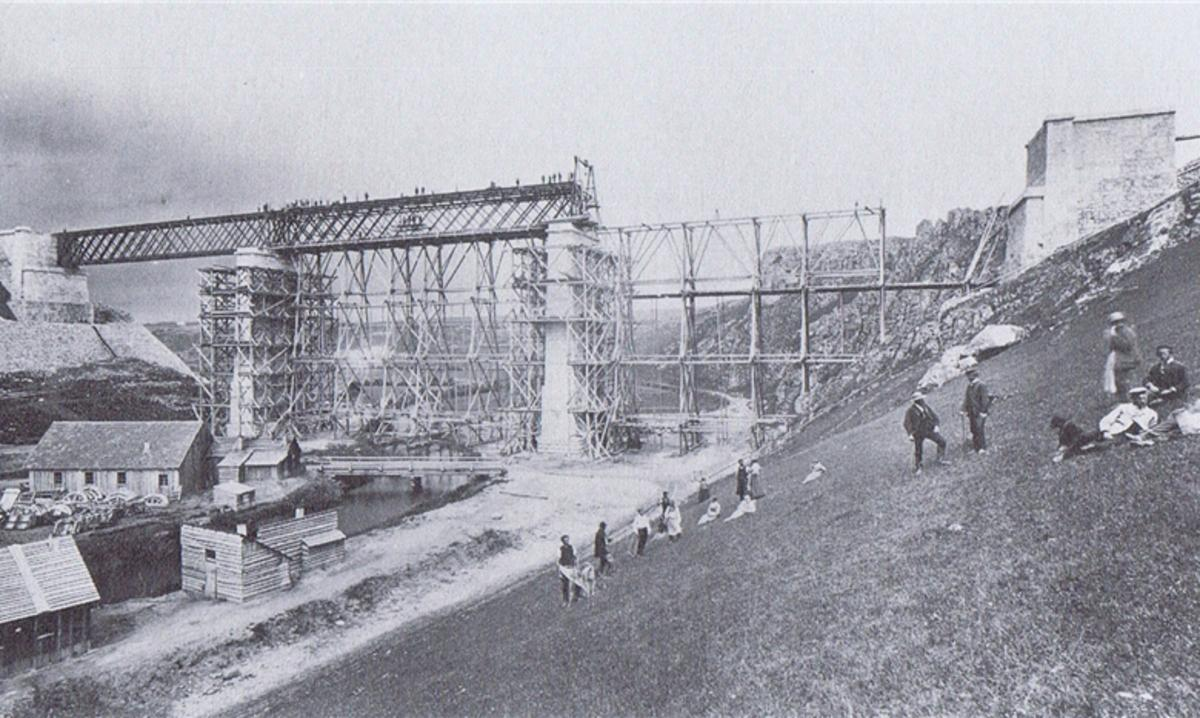
Eisenbahnbrücke Beratzhausen im Bau (1870)

Geplant wurde die Strecke ab 1869 von der AG der Bayerischen Ostbahnen als kürzeste Verbindung zwischen Nürnberg und Regensburg, nachdem bereits 1859 die um 40 Kilometer längere Strecke über Hersbruck, Amberg und Schwandorf in Betrieb gegangen war; 1870 bis 1873 wurde sie gebaut.
Die Strecke wurde in drei Etappen eröffnet:
- Nürnberg – Neumarkt: 1. Dezember 1871[5]
- Neumarkt – Seubersdorf: 15. Mai 1873[6]
- Seubersdorf – Regensburg: 1. Juli 1873[7]

Grund für die unterschiedlichen Eröffnungsdaten waren die Verzögerungen beim Bau des Laberviadukts zwischen Neumarkt und Seubersdorf.

### 19. und 20. Jahrhundert
Die anfangs eingleisige Trasse wurde zwischen 1894 und 1896 um ein zweites Gleis erweitert und 1950 elektrifiziert.
Im Bundesverkehrswegeplan 1985 war im Abschnitt Planungen das Projekt einer Ausbaustrecke Nürnberg–Passau mit Investitionskosten von 150 Millionen DM enthalten. Verschiedene erwogene Trassenvarianten einer Schnellfahrstrecke zwischen Nürnberg und München unter Einbeziehung der Strecke bis Postbauer-Heng, Neumarkt oder Sengenthal wurden 1987 verworfen. Stattdessen wurde die Schnellfahrstrecke Nürnberg–Ingolstadt realisiert, die bereits an der Abzweigstelle Nürnberg Reichswald von der Strecke abzweigt und 2006 eröffnet wurde.
Am 15. Juni 1988 begannen die Bauarbeiten für die zweite Linie der Nürnberger S-Bahn. Der Abschnitt Nürnberg – Feucht wurde so umgebaut, dass die S-Bahn-Züge seitdem auf unabhängiger Trasse neben den Fernbahngleisen verlaufen. Eröffnet wurde die Linie am 21. November 1992.

### 21. Jahrhundert
Am 28. November 2005 ging in Neumarkt ein neues Elektronisches Stellwerk in Betrieb. Es löste eine 54 Jahre alte Anlage ab.
Die Strecke wurde 2007 für aktive Neigetechnik ertüchtigt, dabei wurden für 6,7 Millionen Euro Arbeiten an Oberleitungen, Signalanlagen und Brücken durchgeführt. Die Fahrzeit im Fernverkehr verkürzte sich zum Fahrplanwechsel Ende 2007 um 10 auf 51 Minuten. Ohne Zwischenhalte verkehren ICE-T-Züge in 55/56 Minuten (Fahrplan 2014), während IC- und EN-Züge zwischen 60 und 65 Minuten benötigen. Auch Regional-Express-Züge mit Halt in Neumarkt(Oberpf), Parsberg und Beratzhausen erreichen die Reisezeiten der IC-/EN-Züge.
Der Felstortunnel im Naabtal, mit einer Länge von 16 Metern (nach anderen Angaben: 10 Metern) der kürzeste Eisenbahntunnel Deutschlands, wurde am 31. Mai 2010 gesprengt, da eine Sanierung zu aufwändig war.
Am 12. Dezember 2010 ging auf dem Abschnitt von Nürnberg nach Neumarkt die damalige Linie S3 des erweiterten Nürnberger S-Bahn-Netzes in Betrieb. Dafür wurden in den letzten Jahren alle Zwischenstationen modernisiert und auf S-Bahn-Standard (140 Meter lange und 76 Zentimeter hohe barrierefreie Bahnsteige) gebracht. Zusätzlich wurde mit Feucht Ost ein neuer Haltepunkt zwischen den Bahnhöfen Feucht und Ochenbruck errichtet. Die Haltestellen zwischen Nürnberg und Neumarkt werden seitdem von S-Bahnen statt Regionalbahnen bedient, aktuell verkehrt hier die S1.
Im Rahmen des Sofortprogramms Seehafenhinterlandverkehr wurde in Parsberg ein 750 m langes Überholgleis neu gebaut.
Die S-Bahn nach Neumarkt sollte im Zuge der Ende 2018 in Kraft tretenden Neuausschreibung der S-Bahn Nürnberg besser vertaktet werden.
Für das geplante ICE-Werk Nürnberg wurden 2021 drei Standorte entlang der Strecke erwogen (Altenfurt/Fischbach, Mimberg, Ezelsdorf) geprüft und letztlich aufgrund der Überlastung der Strecke verworfen. Laut einer Untersuchung ließen sich fünf gewünschte Zugfahrten aufgrund der Streckenauslastung von Nah- und Güterverkehr nicht durchführen.
Im Mai 2021 wurde die Überleitstelle Deining in Betrieb genommen.

## Ausblick
Für eine Generalsanierung soll die Strecke vom 6. Februar bis 10. Juli 2026 gesperrt werden. Laut Angaben vom April 2024 sollten unter anderem alte Stellwerke durch Elektronische Stellwerke ersetzt, 80 Gleiskilometer, 60 km Oberleitung sowie 40 Weichen erneuert werden. Es sollten einige zusätzliche Weichen (auch Überleitstellen) eingebaut und die Geschwindigkeit einiger Weichen erhöht werden. Geplant war auch eine Modernisierung von Bahnstationen. Laut einer im April 2025 veröffentlichten Maßnahmenübersicht, mit Stand vom September 2024, soll ein Bruchteil von Oberbau, Gleisen und Weichen sowie Oberleitungen der Strecke erneuert werden. Dazu kommen Maßnahmen an weiteren Bahnenergieanlagen, an Bahnsteigen und weiteren Personenverkehrsanlagen sowie Brücken und weiteren Bauwerken des konstruktiven Ingenieurbaus. Bei Burgthann soll eine Überleitstelle mit vier (im Zweiggleis mit 100 km/h befahrbaren) Weichen entstehen und im Südkopf des Bahnhofs Parsberg ein Weichentrapez (mit vier Weichen) ergänzt werden. Ein dreigleisiger Bereich im südlichen Teil des Bahnhofs Parsberg soll zu einem gesonderten Betriebsbahnhof werden und hierzu Signale ergänzt werden. In den Bahnhöfen Beratzhausen und Postbauer-Heng soll jeweils eine Gleisverbindung (zwei Weichen) ergänzt werden. Neben sechs zusätzlichen Ausfahrsignalen (für Ausfahrten ins Gegengleis Richtung Nürnberg: in Regensburg Hbf, Undorf, Beratzhausen, Parsberg, Postbauer-Heng, Ochenbruck) sind wenige zusätzliche Blocksignale vorgesehen. Geschwindigkeitserhöhungen auf bestehenden Weichen sind nicht erkennbar. Alle 20 Stationen der Strecke sollen modernisiert werden, u. a. an acht Bahnsteige modernisiert werden. Die Maßnahmen sollen teils bis 2027 laufen. Unter anderem sollen im Bahnhof Beratzhausen Bahnsteige und Unterführung grundlegend neu errichtet und das Empfangsgebäude abgerissen werden. Vorgesehen ist auch eine Dammsanierung bei Deining. Einige vorgesehene neue Überholgleise können aufgrund notwendiger Planfeststellungsverfahren, die nicht mehr rechtzeitig durchlaufen werden können, nicht umgesetzt werden. Die Hauptbauleistungen wurden 2025 an die Unternehmen Spitzke und Swietelsky vergeben. Vorbereitende Maßnahmen begannen im Sommer 2025.
Im Schienenersatzverkehr sind für die zwischen Feucht und Neumarkt entfallende S3 zur Hauptverkehrszeiten sechs Gelenkbusse pro Stunde und Richtung vorgesehen. Zwischen Nürnberg und Regensburg ist als Ersatz für den RE 50 zwei Busse pro Stunde und Richtung vorgesehen, ebenso für die RB 51 zwischen Neumarkt und Regensburg. Der RE 22 zwischen Nürnberg und Regensburg durch drei Busse pro Stunde und Richtung ersetzt werden, mit zusätzlichen Bussen zu Hauptverkehrszeiten. Der RE 40, der zwischen Nürnberg und Regensburg über Amberg und Schwandorf verkehrt, soll verstärkt werden. Die Reisezeit zwischen Nürnberg und Regensburg soll im Busverkehr etwa zweieinhalb Stunden betragen, zwischen Nürnberg und Neumarkt eine Stunde. Der München-Nürnberg-Express wird zwischen Ingolstadt und München auf einen Zweistundentakt reduziert, um Platz für umgeleitete Güterzüge zu schaffen. Das detaillierte Konzept wird von der Bayerischen Eisenbahngesellschaft zusammen mit Eisenbahnverkehrsunternehmen erarbeitet und soll im Herbst 2025 vorgestellt werden. Mehrere Umleitungsstrecken werden laut DB-Angaben ertüchtigt. Der Schienengüterverkehr soll weitgehend umgeleitet und Verlagerungen auf andere Verkehrsträger möglichst vermieden werden. Einzelne Anschließer an der Strecke, beispielsweise die Firmengruppe Max Bögl in Neumarkt, können während der Vollsperrung weiter angefahren werden.
Das Verkehrsunternehmen Agilis sieht sich durch diese und weitere Sperrungen in seiner Existenz gefährdet und hatte Beschwerde bei der Bundesnetzagentur eingelegt. Es zweifelt insbesondere die Alternativlosigkeit der Vollsperrungen an. Dem Unternehmen entstünde durch die Sperrung zwischen Nürnberg und Regensburg ein Schaden von 40 Millionen Euro; 36 Prozent der Belegschaft müsse in „Kurzarbeit Null“. Die Beschlusskammer 10 der Bundesnetzagentur wies die Beschwerde mit Beschluss vom 7. Februar 2025 als unbegründet zurück. Die Bayerische Eisenbahngesellschaft rechnet für die Vollsperrungen von Regensburg–Nürnberg sowie Regensburg–Passau mit Kosten für den Schienenersatzverkehr von 88 Millionen Euro. Darüber hinaus sollen 25 bis 75 Prozent der Fahrkartenerlöse entfallen. Dazu kommen von der BEG zu übernehmende Remanenzkosten von Verkehrsunternehmen, deren Aufwendungen beispielsweise für Personal und Instandhaltung weiterlaufen, obwohl kein Betrieb möglich ist.
2019 wurde die Vorplanung für die ETCS-Ausrüstung des Abschnitts (Passau–)Regensburg–Feucht ausgeschrieben. Eingriffe in Stellwerke sollten dabei zunächst möglichst vermieden werden. Die GNT für Neigetechnik soll in diesem Zusammenhang zumindest teilweise zurückgebaut werden. Für die ETCS-Ausrüstung sind 58 Millionen Euro veranschlagt (Stand: 2017). Aufgrund eines Strategiewechsels erging Ende 2020 ein ergänzender Auftrag, Varianten mit ETCS Level 2 zu untersuchen. Im Rahmen der „Generalsanierung“ soll ETCS vorbereitet werden. ETCS soll auf einer Länge von 83 km im Dezember 2030 in Betrieb genommen werden.
Vom 10. Dezember 2027 bis 4. Februar 2028 ist eine weitere Totalsperrung zwischen Feucht und Regensburg geplant. Laut Angaben der Deutschen Bahn sei die erneute Sperrung unter anderem für den Bau von Überholgleisen notwendig, für die das erforderliche Planrecht nicht rechtzeitig vorliege.
Im dritten Gutachterentwurf des Deutschlandtakts sind in Beratzhausen und Undorf mittige Überholgleise unterstellt, um die Kapazität für den Güterverkehr zu erhöhen. Dafür sind, zum Preisstand von 2015, Investitionen von 36 Millionen Euro vorgesehen.

## Streckenbeschreibung

### Verlauf
Die Strecke ist im Folgenden entsprechend einem Fahrtverlauf von Nürnberg nach Regensburg beschrieben, entgegen der Kilometrierung.

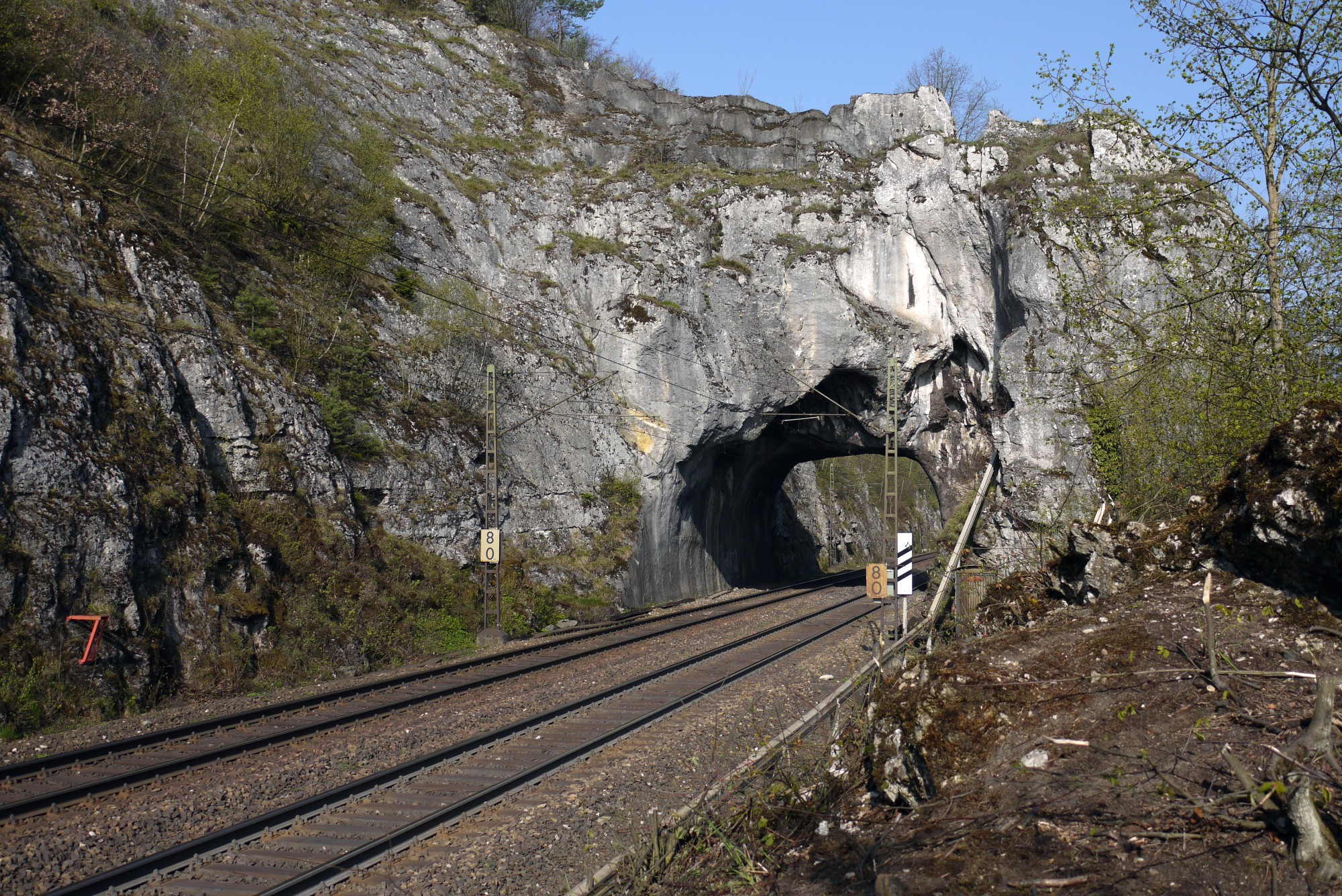
Der Felstortunnel war der kürzeste Eisenbahntunnel Deutschlands. Er wurde im Mai 2010 abgetragen (Aufnahme von April 2010)

#### Nürnberg–Neumarkt (Oberpfalz)

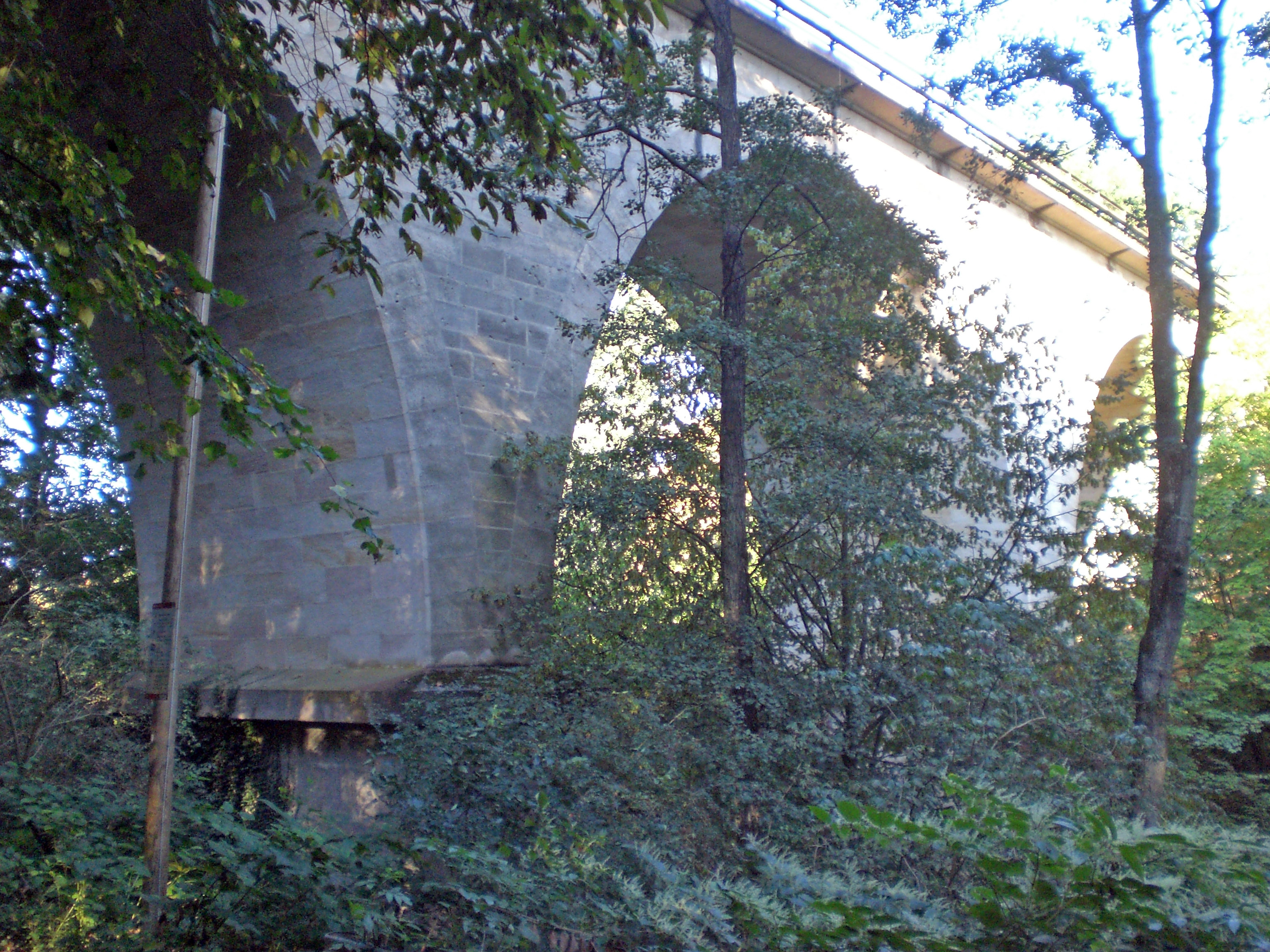
Viadukt über die Schwarzach bei Ochenbruck (2023)

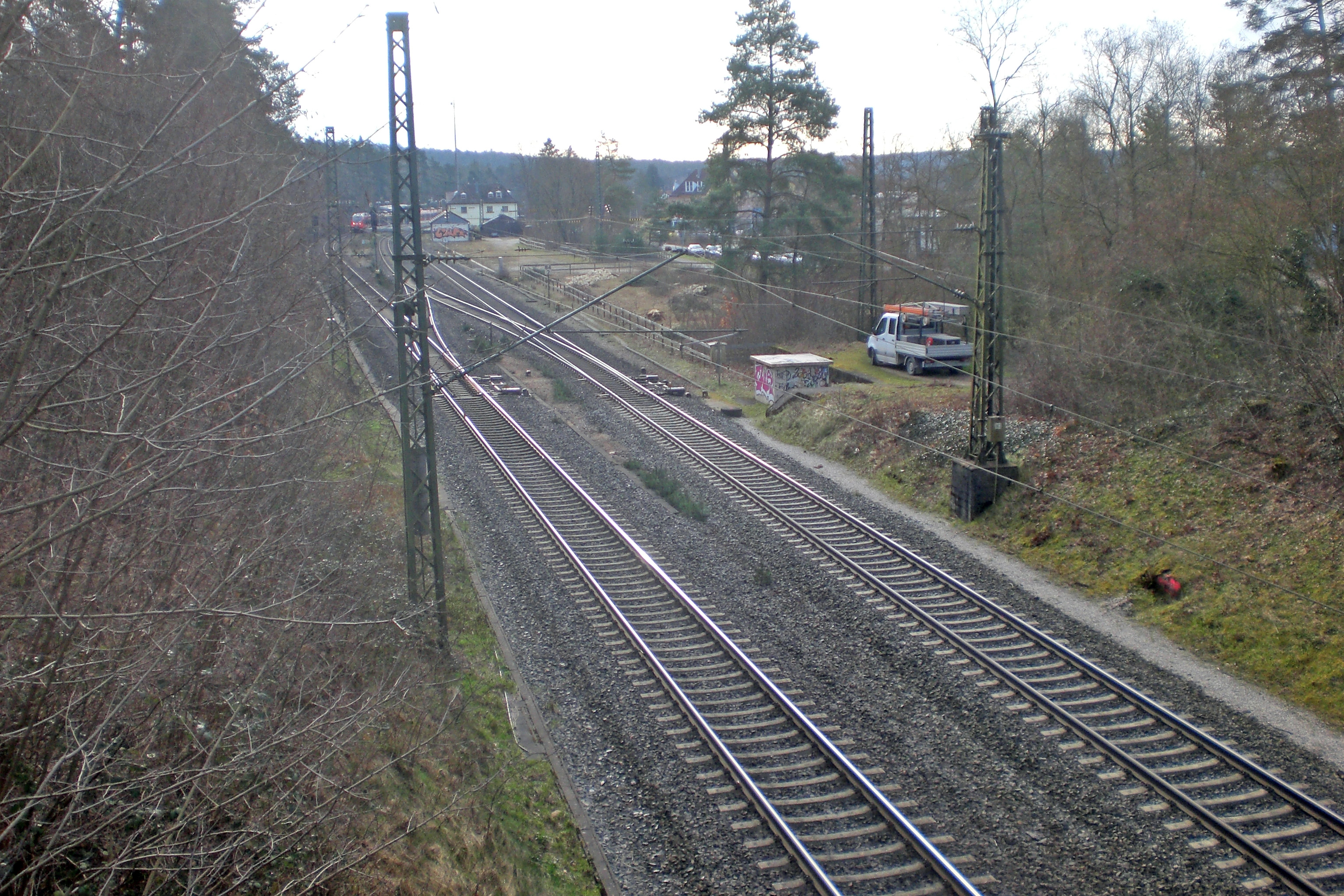
Gleise im Bahnhof Ochenbruck (2024)

Beginnend am Nürnberger Hauptbahnhof wendet sich die Strecke aus der Pegnitzniederung nach Südosten und führt vorbei an den Nürnberger Stadtteilen Gleißhammer, Zerzabelshof und Langwasser sowie durch den Lorenzer Reichswald über die kaum merkbare Feuchter Höhe nach Feucht ins Gauchsbachtal, wo die Strecke nach Altdorf abzweigt. Von dort verläuft sie fast schnurgerade weiter über einen dezenten Geländerücken nach Schwarzenbruck und überquert kurz hinter dem Bahnhof das Schwarzachtal. Die Strecke hält sich nun südostwärts an den Nordhang des Mühlbachtals, wobei sie beim Haltepunkt Burgthann den Ludwigskanal kreuzt. Weiter in die Fränkische Alb hinein wird die Wasserscheide zu kleinen Oberläufen der Hinteren Schwarzach und somit erstmals die Europäische Hauptwasserscheide passiert. Anschließend wird bei Postbauer-Heng der Südausläufer des Dillbergs, der Grünberg, umfahren.
Dort biegt die Strecke nach Osten ab, überschreitet in einem Einschnitt zwischen Grünberg und Tyrolsberg erneut die Europäische Hauptwasserscheide und mündet in den Neumarkter Talkessel. Den Kessel durchquert sie geradlinig in südöstlicher Richtung teilweise auf Dämmen und tangiert Pölling. Vorbei an Neumarkt-Woffenbach überquert sie noch  einmal den Ludwigskanal und erreicht den Bahnhof Neumarkt, von wo die ehemalige Sulztalbahn nach Süden abzweigt. Vorbei am Neumarkter Stadtteil Hasenheide schwenkt die Strecke nun ebenfalls nach Süden und beginnt in Höhe von Sengenthal, wo auch parallel zum Ludwigskanal die Europäische Hauptwasserscheide endgültig bewältigt wird, den eigentlichen Aufstieg in die Fränkische Alb an der Hanglehne. Von der ehemaligen Güterabladestelle der Georg Behringer KG sind nur noch Reste und das Stellwerksgebäude erhalten.

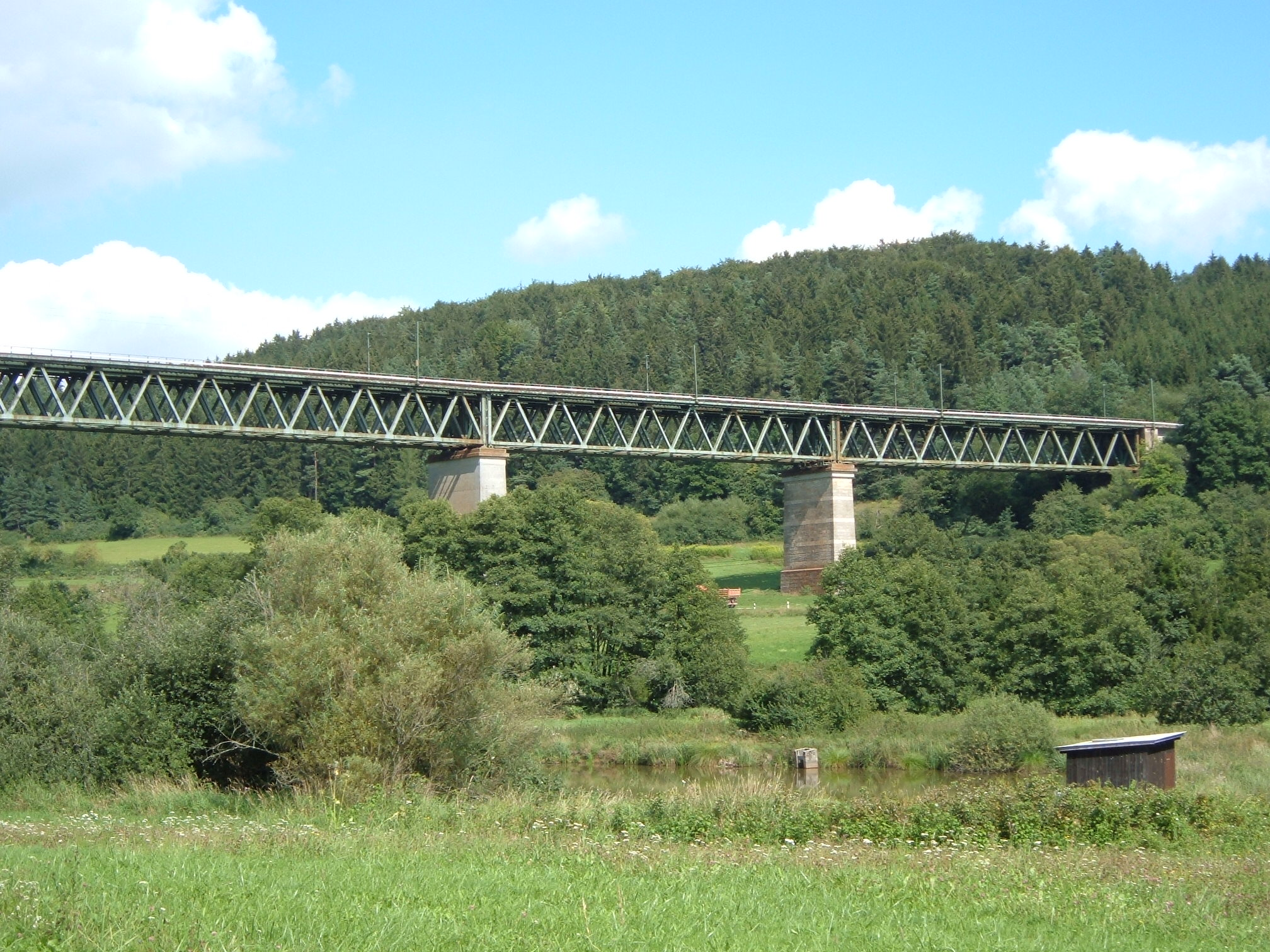
Laberviadukt

#### Neumarkt (Oberpfalz)–Regensburg
Kurz hinter Sengenthal biegt die Strecke nach Osten und verläuft in einem Taleinschnitt (Greißelbach) weiter bis Deining-Bahnhof. Auf einem Damm gewinnt die Strecke am Hang des Tals an Höhe. Nach etwa zwei Kilometern überquert die Strecke mit dem imposanten Laberviadukt das Tal der Weißen Laber. Die Strecke verläuft nun grob in südöstlicher Richtung (auf dem Höhenrücken zwischen dem Ursprungsgebiet der Schwarzen Laaber und der Wissinger Laaber) durch die von Bachtälern zerfurchte Alblandschaft, die teilweise auf Brücken, teilweise auf Dämmen überquert werden. Größere Höhenzüge wie zum Beispiel bei Kleinalfalterbach und Seubersdorf werden in tiefen Einschnitten passiert. Nächster Bahnhof ist Seubersdorf, wo der Abzweig einer Nebenbahn nach Velburg geplant war. Weiter geht es wie bisher durch Einschnitte und über Dämme bis zum Bahnhof Parsberg, bereits südlich über dem Tal der schwarzen Laaber, der auch als Entladebahnhof für militärische Fahrzeuge dient, die zum nahegelegenen Truppenübungsplatz Hohenfels überführt werden.
Nach Parsberg wendet sich die Trasse, an den Höhen des Staatsforstes Kahr entlang, über Mausheim wieder nach Südosten und steigt nach Beratzhausen ab, welches die Bahnlinie am Südhang des Tales oberhalb der Ortschaft passiert und kurz darauf das Tal der Schwarzen Laber überquert. Nunmehr hält sich die Linie an die zerfurchte Hochfläche nördlich der eingegrabenen Schwarzen Laaber und quert dabei kurz vor Laaber angedämmt den „Saugraben“. Weiter vorbei an Deuerling senkt sich die Bahnlinie hinab zum Bahnhof Undorf und durchschneidet nach Osten den Geländerücken zum Naabtal bei Nittendorf. Etterzhausen wird in einem Seitengraben durchquert und schließlich an seiner Westflanke das Tal der Naab erreicht, dem sie entlang der östlichen Hanglehne absteigend folgt. Durch die von der Tethys ausgewaschenen Felsvorsprünge wurden mehrere Querungen gesprengt.
In Höhe der Mündung der Naab in die Donau überquert die Strecke auf der Eisenbahnbrücke Mariaort die Donau und anschließend, bereits in Prüfening, die Bahnstrecke Regensburg–Ingolstadt und verläuft nun in direkt östlicher Richtung. am Nordrand des Donau-Isar-Hügellands über den Regensburger Stadtteil Prüfening und den Güterbahnhof zum Regensburger Hauptbahnhof.

### Ausbauzustand
Die Strecke ist durchgehend zweigleisig und elektrifiziert. Zwischen Feucht und Nürnberg Hauptbahnhof verläuft parallel die zweigleisige von der S-Bahn Nürnberg benutzte Bahnstrecke Nürnberg–Feucht. Zwischen der Abzweigstelle Nürnberg Reichswald und Nürnberg Hbf nutzen auch die Züge der Schnellfahrstrecke Nürnberg–Ingolstadt die Strecke. Zwischen den Streckenkilometern 91,1 und 94,7 kann die Strecke zu diesem Zweck planmäßig mit 200 km/h befahren werden. Auf der restlichen, kurvenreichen Strecke betragen die zulässigen Geschwindigkeiten ohne Neigetechnik teilweise nur 110 km/h.

## Zugverkehr

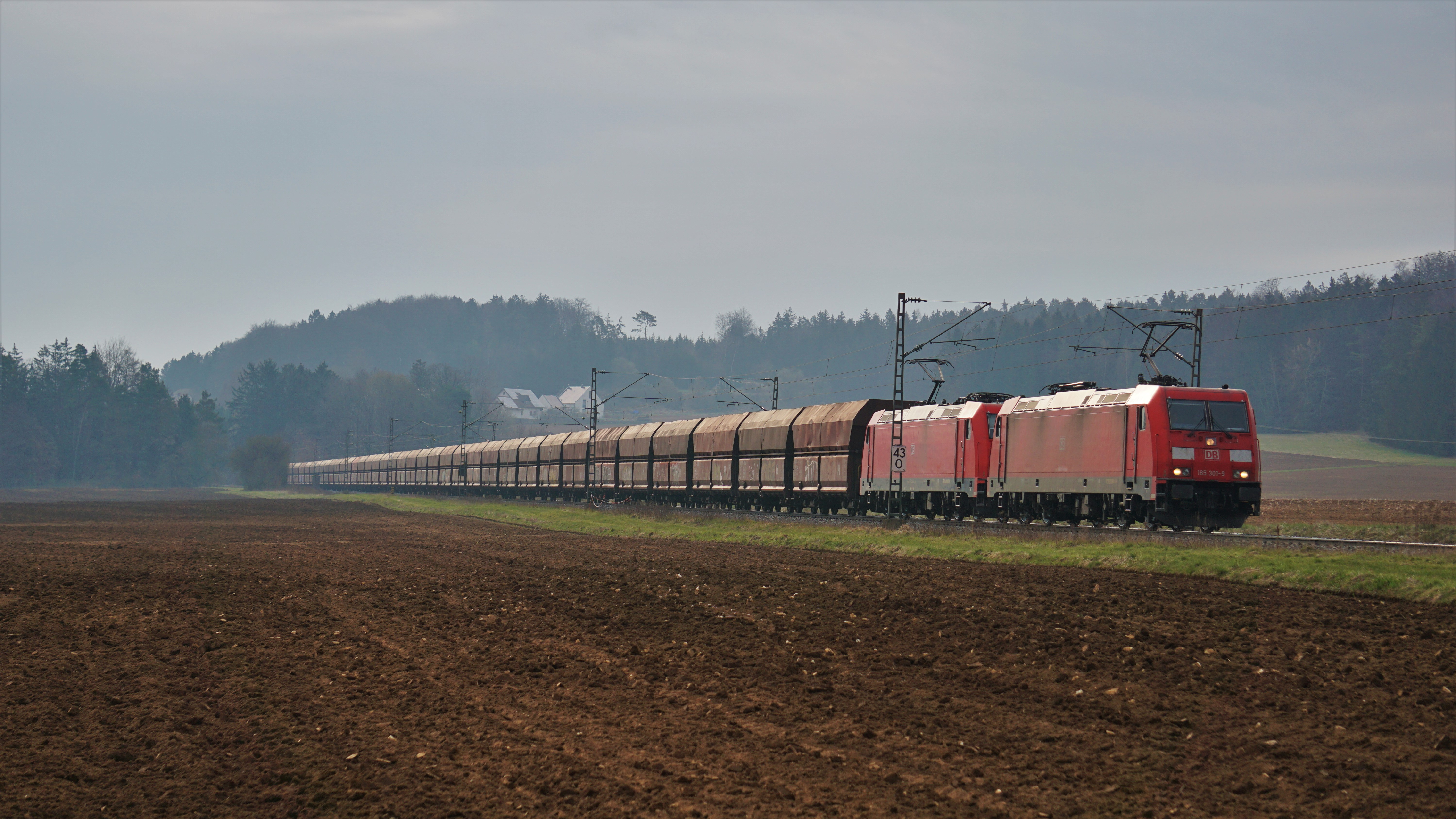
Ganzzug aus Selbstentladewagen in Seubersdorf

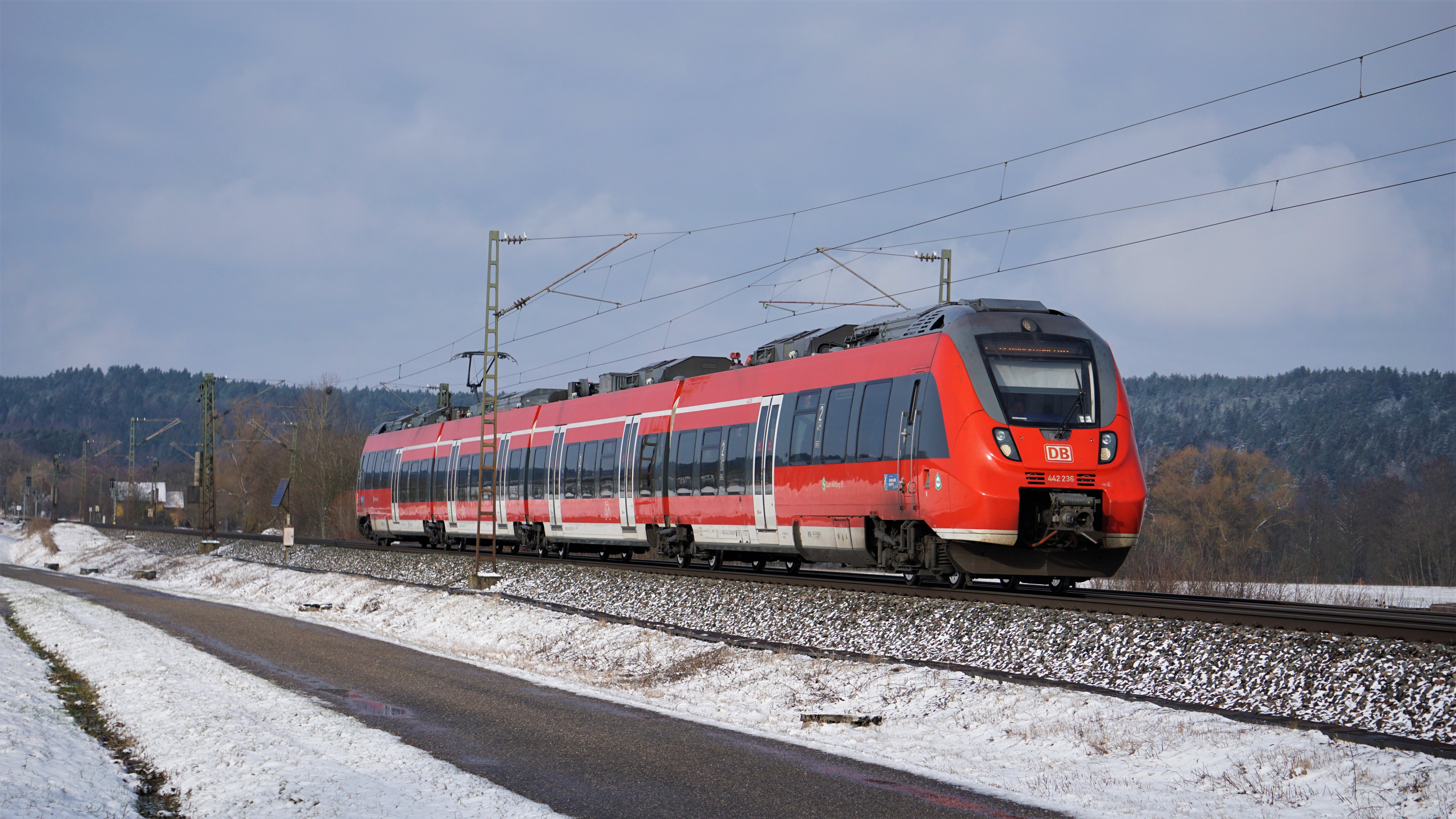
S3 in Pölling

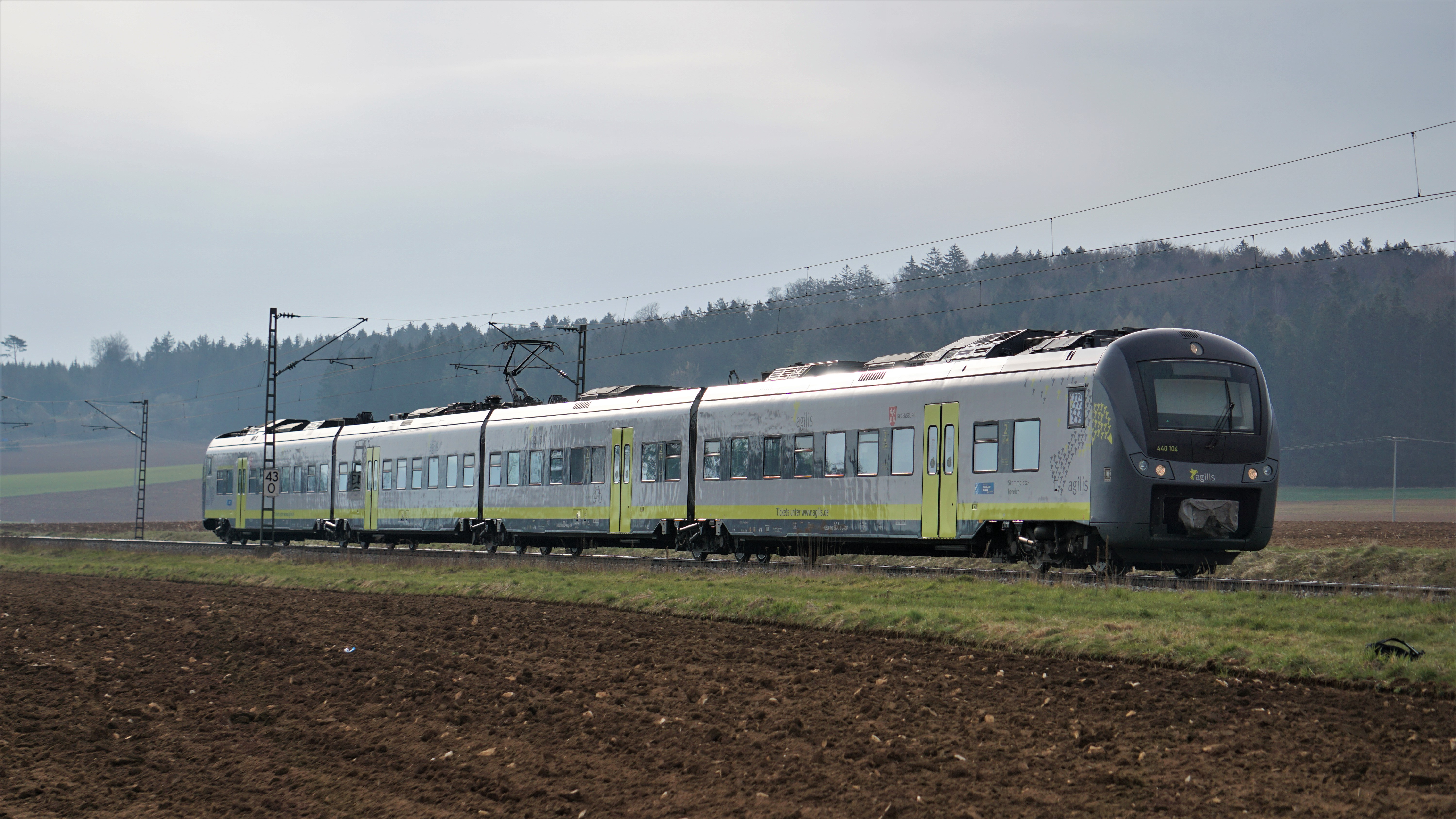
RB 51 in Seubersdorf

Die Strecke Nürnberg – Regensburg als Teil der Magistrale Frankfurt – Passau – Wien wies schon immer einen dichten Reise- und Güterverkehr auf. Fast alle Lokomotiven der DB, darunter die einstige Reichsbahn-Schnellzuglok der Baureihe 118, sowie wichtige Hauptstreckenloks der ÖBB waren und sind auf dieser Strecke im Einsatz.
Ab 1971 wurde diese Strecke mit dem TEE Prinz Eugen in das TEE-Netz integriert. Nur in das IC-Netz der DB wurde sie nicht aufgenommen. Zwischen 1973 und 1978 verkehrten so genannte City-D-Züge als Zubringer zum IC-Netz mit Wagen erster und zweiter Klasse zwischen Nürnberg und Regensburg. Im Schnellzug-Dienst, später auch im EC-Verkehr, wurde zeitweise der ÖBB-Triebzug der Reihe 4010 hier eingesetzt.
Seit den 1990er Jahren gibt es im ICE/EC/IC-Verkehr bis Regensburg, meist aber weiter nach Passau und Wien einen Zwei-Stunden-Takt. Im Nahverkehr wurde der Zwei-Stundentakt 1991 eingeführt. Die RE-Züge Coburg – Lichtenfels – Nürnberg – Regensburg – München wurden aus DB-Schnellzugwagen gebildet. In diese waren aber auch Wagen der Deutschen Reichsbahn, darunter sogar Städteexpress-Wagen eingereiht.
Im Fernverkehr fahren derzeit Intercity-Express-Züge (ICE) der Baureihen 401, 411 und 415. Lokomotiven der ÖBB kommen im Personenverkehr nur noch vor dem ÖBB Nightjet zum Einsatz, der täglich zwischen Wien und Hamburg/Amsterdam/Brüssel verkehrt. Zudem fährt seit März 2020 täglich ein Intercity-Zugpaar mit KISS-Doppelstockzügen auf der Relation Rostock–Wien über die Strecke.
Im Nahverkehr verkehren zwischen Nürnberg und Regensburg seit Dezember 2024 zwei Regional-Express-Linien der Linien RE 22 (Nürnberg – Neumarkt – Parsberg – Beratzhausen – Regensburg – Landshut – Freising – München Flughafen) und RE 50 (Nürnberg – Neumarkt – Parsberg – Regensburg – Straubing – Plattling). Beide Linien verkehren zweistündlich und überlagern sich zu einem Stundentakt zwischen Nürnberg und Regensburg. Damit besteht erstmals ein Stundentakt im schnellen Regionalverkehr auf dieser Strecke. DB Regio und agilis setzen für diese Linien Triebwagen des Typs Siemens Mireo ein. Bis Ende 2024 verkehrte lediglich alle zwei Stunden eine Regional-Express-Linie zwischen Nürnberg und Regensburg, die bis Ende 2023 über Regensburg hinaus über Landshut bis München durchgebunden war. Auf der von DB Regio betriebenen Linie kamen Elektrolokomotiven der Baureihen 111 oder 146 mit Doppelstockwagen zum Einsatz, später auch Triebwagen der Baureihe 442.
Regionalbahnen (RB) verkehren zwischen Neumarkt und Regensburg. Die Leistungen werden seit dem 12. Dezember 2010 von Agilis mit Alstom-Coradia-Continental-Elektrotriebwagen erbracht.
Auf dem Abschnitt Nürnberg – Neumarkt hat 2010 die Linie S 3 die RB-Leistungen übernommen. Der für Dezember 2010 geplante Einsatz der  Elektrotriebwagen vom Typ Talent 2 verzögerte sich bis Juni 2012 aufgrund fehlender Zulassung durch das Eisenbahn-Bundesamt. Während dieser Zeit kam ein Ersatzverkehr bestehend aus Elektrolokomotiven vom Typ Bombardier TRAXX und n-Wagen-Garnituren zum Einsatz. Durch Linienumstellungen wurde hier zum Fahrplanjahr 2024 die Linie S 3 durch die S 1 abgelöst.
Im Regionalverkehr zwischen Nürnberg und Regensburg fahren täglich rund 18.000 Reisende.
Im Güterverkehr verkehren neben DB-Lokomotiven der Baureihen 152 und 185 solche der Österreichischen Bundesbahnen (ÖBB) und anderer Bahnen.
Ein in den 1950er Jahren abgeschlossenes Abkommen zwischen Deutschland und Österreich sichert den gegenseitigen Lokomotivdurchlauf zu.